# Дъбовете (Илия Блъсково)
Дъбовете е защитена местност, разположена западно от село Илия Блъсково, Община Шумен. Заема площ от 5 декара. Създадена е с цел опазване на вековна гора от летен дъб на възраст около 200 години. В местността растат близо 50 вековни дървета като са забранени всякакви действия, като нараняване на стъблото, кастрене, чупене на клони, които биха довели до повреждане или унищожаването им.
- Дъбовете през лятото
- Дъбовете през зимата
- Дъбовете през лятото
- Дъбовете през зимата
- Дъбовете през лятото
- Дъбовете през зимата